# Arsenal de la Carraca
El Arsenal de la Carraca fue uno de los mayores centros militares españoles destinado a la construcción y reparación de buques, y al almacenamiento y distribución de armamento y munición, desde el siglo XVIII al siglo XX. Actualmente sus terrenos, de más de cien hectáreas,  están ocupados por una pequeña base militar y un grupo de astilleros. La actual Base Naval de La Carraca sigue siendo la base de operaciones del buque escuela Juan Sebastián de Elcano.
El Arsenal se encuentra actualmente en el término municipal de San Fernando, en la provincia de Cádiz, aunque perteneció al de Puerto Real hasta 1924, año en el que se segrega de éste.  Fue el primer establecimiento militar de su género creado en España a impulsos de la política naval de Felipe V desarrollada por José Patiño y el marqués de la Ensenada.

## Situación
Al quedar en desuso el Real Carenero por estar situado en tierra firme y ser difícil de defender, se buscó un lugar más estratégico que se hallara en aguas de la bahía de Cádiz. Finalmente se eligió un islote situado al norte de isla de León, formado alrededor de un viejo barco naufragado de tipo carraca (de ahí el nombre de la Carraca). Este islote de suelo fangoso estaba rodeado originalmente por los caños de la Machina, de Sancti Petri, Espantatajero y de la Culebra. Este terreno ha sufrido a lo largo de estos siglos una serie de transformaciones hasta quedar rodeado actualmente por el Caño de las Astillas, el de Sancti Petri y el de la Culebra.

## Historia

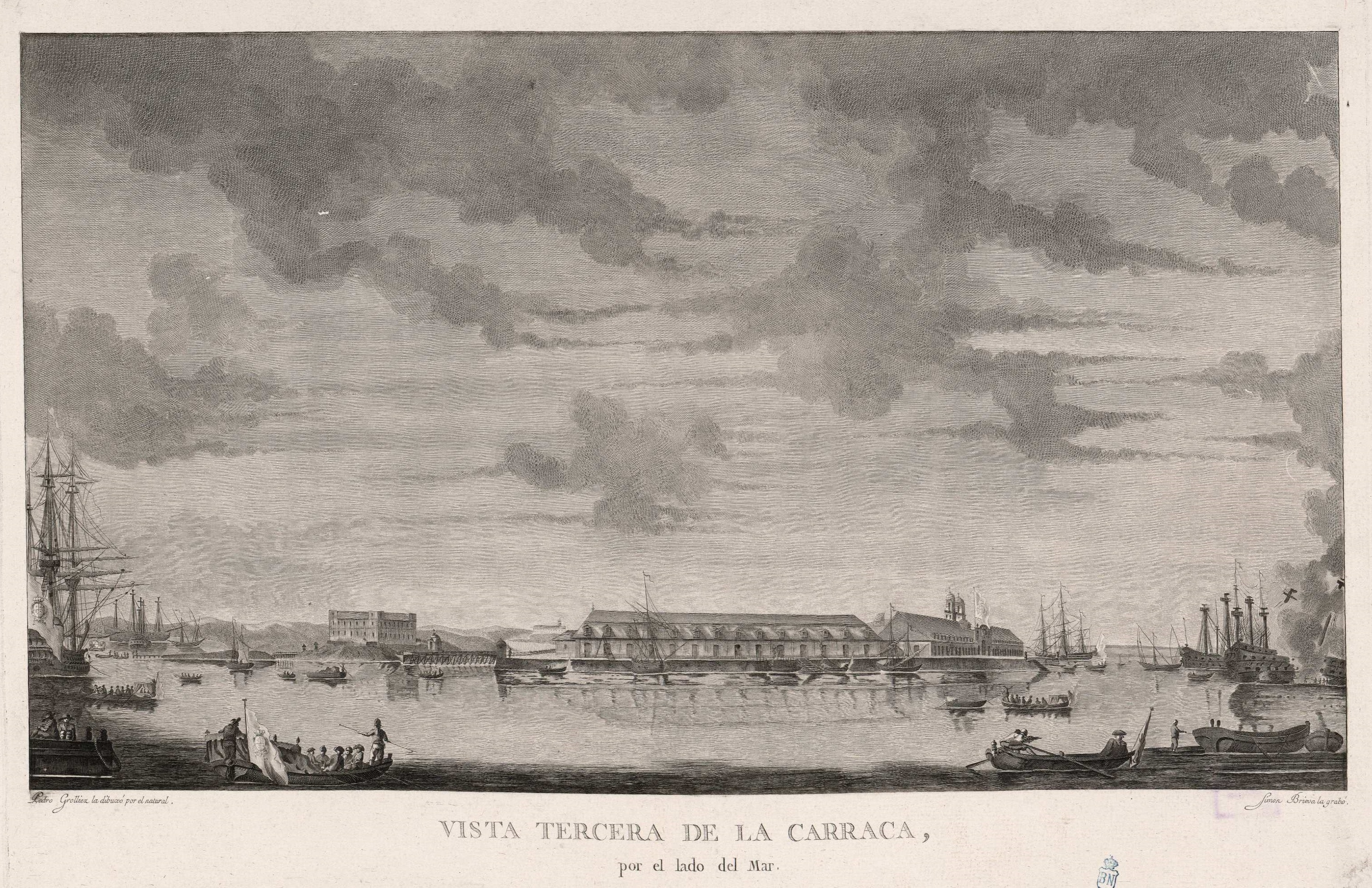
Vista tercera de La Carraca, por el lado del mar. Pedro Grolliez la dibujó por el natural; Simón Brieva la grabó (1785). Biblioteca Nacional de España.

Ya con anterioridad a la creación del Arsenal de la Carraca existían en la bahía de Cádiz varios careneros y atarazanas. Del siglo XVI y principios del XVII datan los careneros de El Puerto de Santa María y de Puerto Real, donde se ubican El Trocadero y el Real Carenero, situado junto al Puente Zuazo, que es antecesor del Arsenal de la Carraca. Ya en el siglo XVIII, en 1717, José Patiño establece otro en la zona de Puntales (Cádiz), y en el que, en 1729 y en presencia de Felipe V, se botó el navío Hércules, de 66 cañones. Pero hasta la creación de la Carraca no se produjo el desarrollo total de la industria naval en la bahía gaditana.

### SiglosXVIIIyXIX

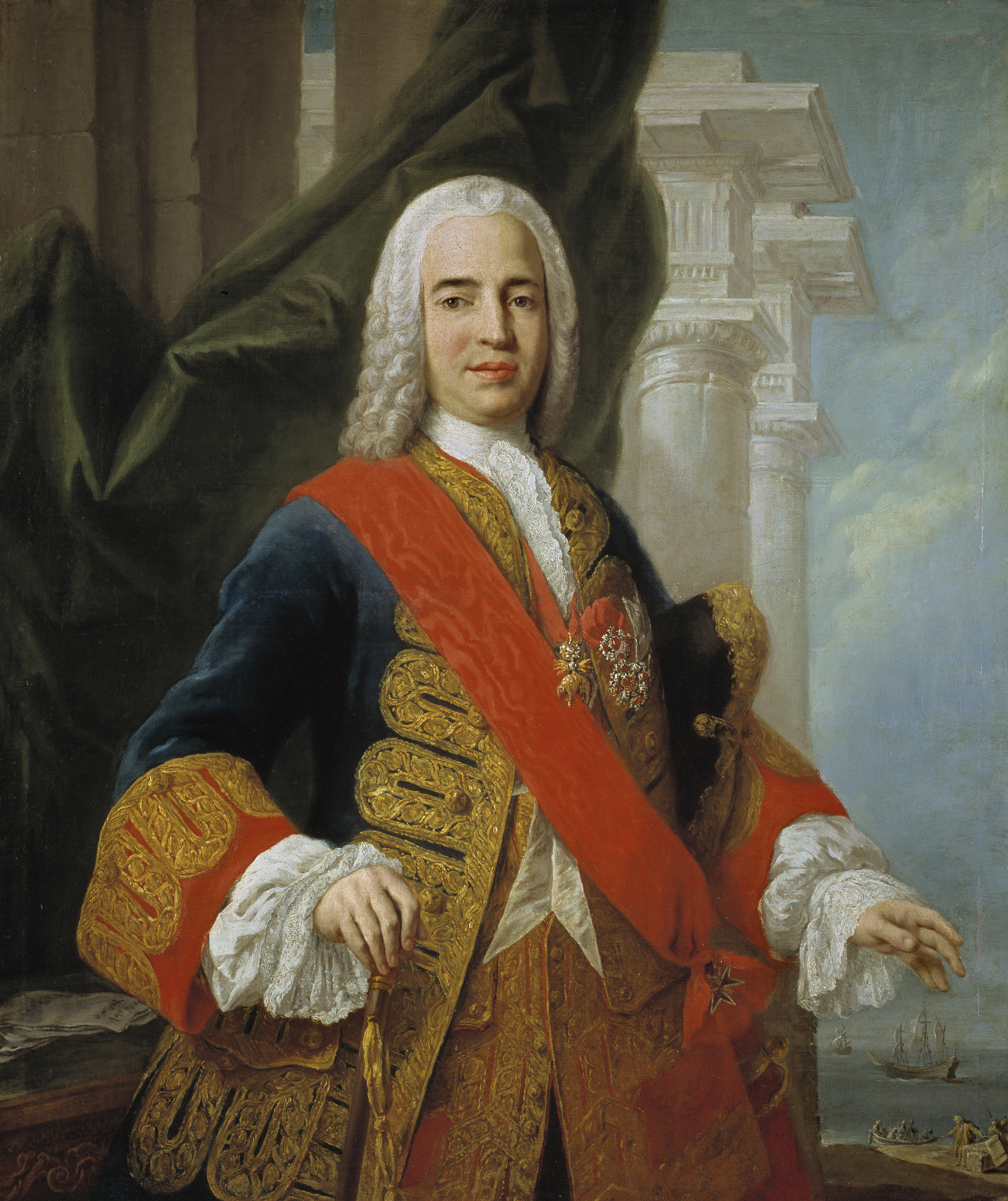
El marqués de la Ensenada (c. 1750) pintado por Jacopo Amigoni. Museo del Prado.

Cuando el Real Carenero entra en decadencia, se propone la creación de una nueva atarazana, más cercana al mar. Para ello se elige un islote fangoso en el término municipal de Puerto Real y que ya era utilizado por la Armada desde 1655, como punto de resguardo para los buques que invernaban en la bahía gaditana. Durante el reinado de Felipe V, bajo el impulso de Patiño, comienza a pensarse en estructurar este islote, hecho que no se concretará hasta tiempos de Fernando VI. 
Las obras de construcción del Arsenal de la Carraca se iniciaron en 1752, tras una Real Orden del rey Fernando VI y según el proyecto de Jorge Juan Santacilia, y años más tarde sería Antonio Valdés, ya bajo los reinados de Carlos III y Carlos IV, quien se encargará de acabarla. Las obras avanzan con dificultad, debido a lo complicado del terreno. Tras un breve parón, entre 1784 y 1875 se construyen los diques principales, en los que se botan en los años posteriores numerosas fragatas y corbetas, como las famosas Descubierta y Atrevida, sin olvidar al Peral, diseñado por Isaac Peral, en 1888. Posteriormente se construirían el Penal de las Cuatro Torres, el Cuartel de Batallones, la Fábrica de Jarcias y Lonas y el Parque de Artillería, y ya a finales de siglo, la Portada del Almacén General, la Iglesia de la Carraca y la Puerta de Tierra. 

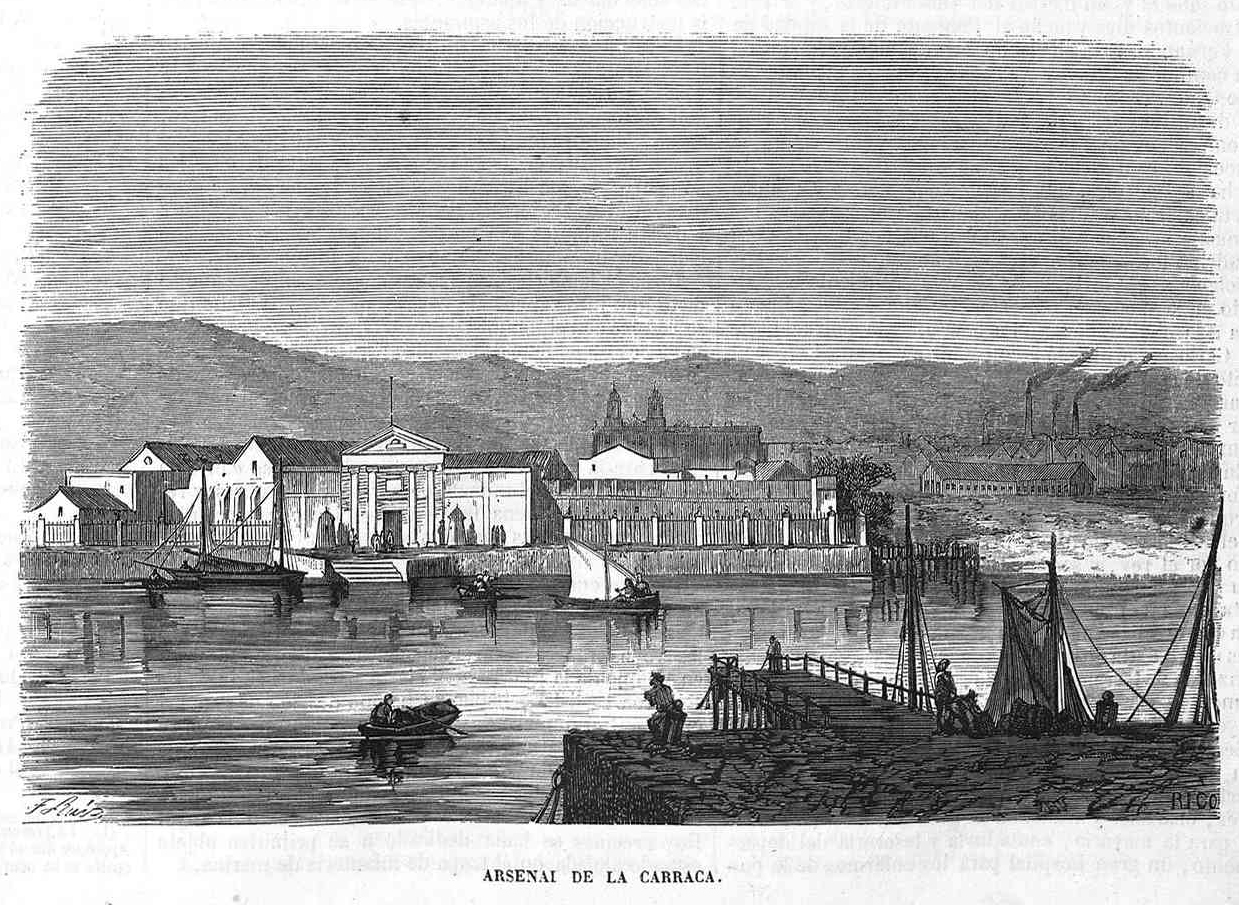
Vista del Arsenal de la Carraca a mediados del siglo (El Museo Universal, 1861).

Durante el sitio de Cádiz (1810-1812) se construyeron baterías defensivas para proteger el Arsenal. El 14 de julio de 1816 falleció en el Penal de las Cuatro Torres el general venezolano Francisco de Miranda, donde había estado preso desde 1813 por participar en la independencia de las colonias americanas.

### SigloXX
El siglo XX comenzó de manera nefasta para la Carraca, en la que el proceso de decadencia de los arsenales del Estado influyó negativamente en el paso del siglo XIX al XX, en parte debido a los desastres de Cavite y Santiago de Cuba, durante la guerra hispano-estadounidense. En la década de 1910 empieza ya una cierta revitalización con las leyes del gobierno de Antonio Maura y con el asentamiento de la Sociedad Española de Construcción Naval (SECN), gracias a la Ley de Escuadra de 1908.
Durante el Directorio Militar de Primo de Rivera se produce la segregación de La Carraca del término municipal de Puerto Real en favor del de San Fernando.

## Construcciones

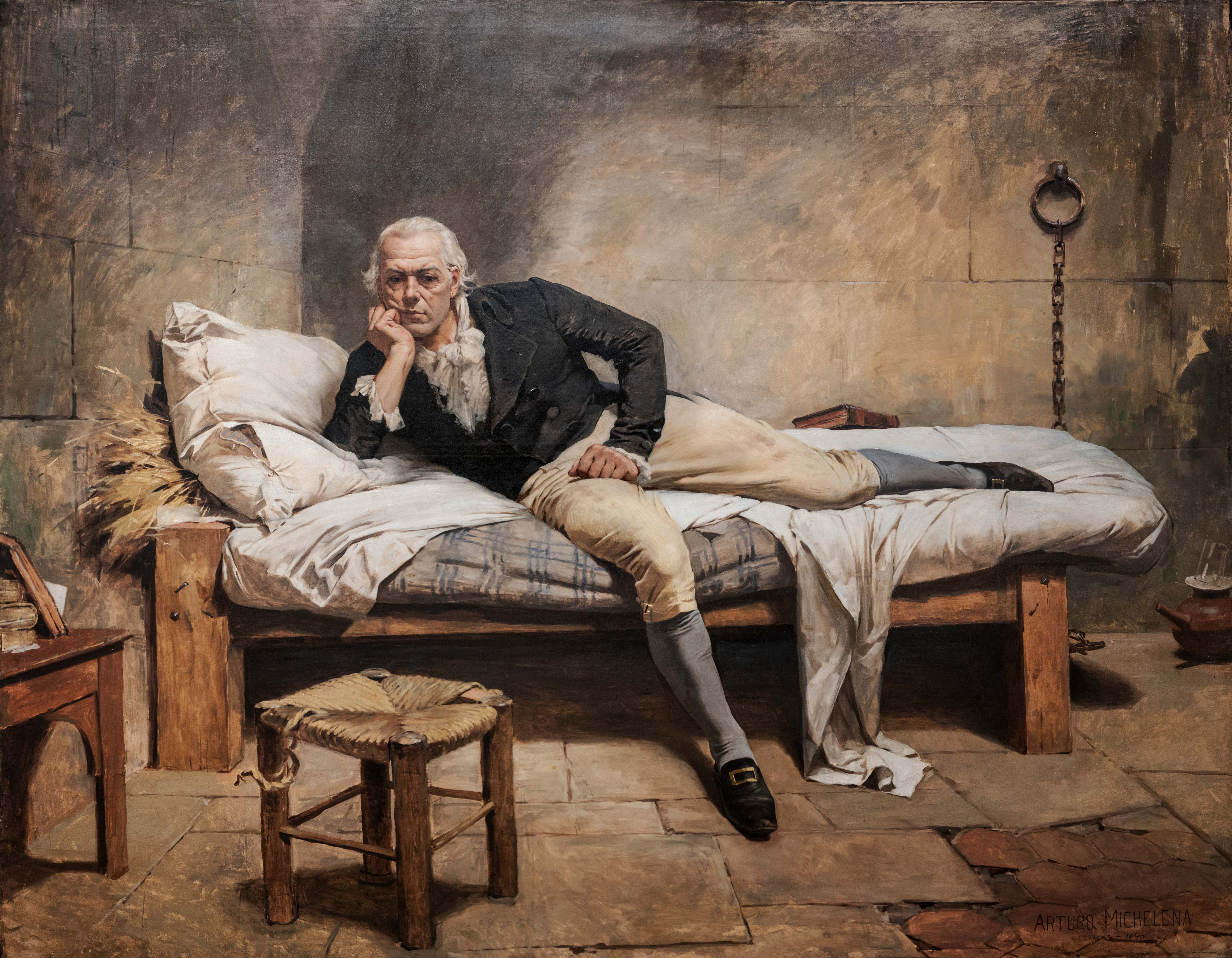
Miranda en La Carraca (1896), cuadro de Arturo Michelena.

El Arsenal fue concebido como un conjunto arquitectónico y urbanístico. Aún conserva algunas de sus construcciones más singulares, entre las que destacan la iglesia de la Carraca, el Penal de las Cuatro Torres (donde estuvo preso y murió el 14 de julio de 1816 Francisco de Miranda), las baterías de San Ramón, la de San Fernando y la de Santa Rosa, los talleres de Monturas y Carenas, de Motores, los diques y los muelles del buque escuela Juan Sebastián Elcano.

### Baterías defensivas
Durante el sitio de Cádiz existieron baterías defensivas:
- Batería de San Fernando: batía el caño de Sancti Petri y Puerto Real. Estaba dotada de 11 cañones de 24" y 5 obuses.
- Batería de San Ramón: acosaba al ejército francés con sus 11 cañones de 24" y sus 5 obuses.
- Batería de Santa Rosa: batía el istmo de Puerto Real y La Carraca. Poseía 11 cañones de 24" y 5 obuses, entre otros efectivos.